# Grigorios Chasos
Grigorios Chasos (griechisch Γρηγόριος Χάσος; * 21. Juli 2003) ist ein griechischer Leichtathlet, der sich auf den Hochsprung spezialisiert hat.

## Sportliche Laufbahn
Erste Erfahrungen bei internationalen Meisterschaften sammelte Grigorios Chasos im Jahr 2021, als er bei den U20-Balkan-Meisterschaften in Istanbul mit übersprungenen 1,95 m den elften Platz belegte. im Jahr darauf gelangte er bei den U20-Balkan-Hallenmeisterschaften in Belgrad mit 1,98 m auf Rang fünf und anschließend belegte er bei den Balkan-Hallenmeisterschaften in Istanbul mit 2,05 m den achten Platz.
2022 wurde Chasos griechischer Hallenmeister im Hochsprung.

## Persönliche Bestleistungen
- Hochsprung: 2,07 m, 26. Mai 2021 in Argos Orestiko
  - Hochsprung (Halle): 2,19 m, 27. Februar 2022 in Piräus